# Maumutin
Maumutin is een bestuurslaag in het regentschap Belu van de provincie Oost-Nusa Tenggara, Indonesië. Maumutin telt 3042 inwoners (volkstelling 2010).